# 西股総生
西股 総生（にしまた ふさお、1961年 - ）は、日本の歴史学者。専門は、戦国時代史・城郭史。

## 経歴
北海道生まれ。学習院大学文学部史学科卒業。同大学院史学科専攻・博士課程前期課程修了。目黒区教育委員会嘱託、三鷹市遺跡調査委員会、（株）武蔵文化財研究所を経てフリー・ライター。城館史料学会、中世城郭研究会、日本考古学協会会員。

## 著書
- 『戦国の軍隊 現代軍事学から見た戦国大名の軍勢』学研パブリッシング、2012年。
- 『「城取り」の軍事学 築城者の視点から考える戦国の城』学研パブリッシング、2013年。
- 『土の城指南 歩いてわかる「戦国の城」』学研パブリッシング、2014年。
- 『東国武将たちの戦国史 「軍事」的視点から読み解く人物と作戦』河出書房新社、2015年。
- 『杉山城の時代』KADOKAWA、2017年。
- 『1からわかる日本の城』ワニブックス、2020年。

### 共著
- 『今日から歩ける!超入門山城へGO!』萩原さちこ 共著、学研パブリッシング、2014年。
- 『神奈川中世城郭図鑑』松岡進、田嶌貴久美 共著、戎光祥出版〈図説日本の城郭シリーズ〉、2015年。

## 論文
- CiNii ＞西股総生

### 『中世城郭研究』掲載
西股の所属する中世城郭研究会の会誌『中世城郭研究』(ISSN 0914-3203) には、執筆した論考・研究ノート・報告等が数多く掲載されている。各論考等のタイトルは、中世城郭研究会ウェブサイトの刊行物案内を参照。また、次節「全国城郭研究者セミナーでの西股による報告」の要旨が『中世城郭研究』に掲載されていることも多い。

## 全国城郭研究者セミナーでの報告等
西股は、中世城郭研究会の主催する全国城郭研究者セミナーにおいて、複数回報告を行なっている。また、同セミナーにおけるシンポジウム討論の司会を務めたこともある。
- 西股総生「遮断線構造からみた中世城郭の外帯部施設」『第19回全国城郭研究者セミナー』議事録、中世城郭研究会主催、2002年8月4日。2021年2月28日閲覧。 - のち西股総生「城の外にひろがるもの」『中世城郭研究』第17号、中世城郭研究会、2003年、4-42頁、ISSN 0914-3203。 として論考化。
- 西股総生「縄張の変化と戦国大名の軍事力」『第26回全国城郭研究者セミナー』議事録、中世城郭研究会主催、2009年8月2日、74-81頁。2021年2月28日閲覧。
- 西股総生「縄張における「似ている」とはどういうことか」『第33回全国城郭研究者セミナー』議事録、中世城郭研究会主催、2016年8月6日、1-9頁。2021年2月28日閲覧。